# Biatlon a 2018. évi téli olimpiai játékokon
A 2018. évi téli olimpiai játékokon a biatlon versenyszámait az Alpensia biatlonközpontban, Phjongcshang (Pyeongchang)ban rendezték február 9. és 25. között. A férfiaknak és a nőknek egyaránt 5–5 versenyszámban, valamint a vegyes váltó versenyszámban osztottak érmeket.

## Naptár
Az időpontok helyi idő szerint (UTC+9) és magyar idő szerint (UTC+1) is olvashatóak. A döntők kiemelt háttérrel vannak jelölve.
| Dátum       | Helyi idő   | Magyar idő  | Versenyszám                                |
| ----------- | ----------- | ----------- | ------------------------------------------ |
| Február 10. | 20:15-21:35 | 12:15–13:35 | Női 7,5 km sprint                          |
| Február 11. | 20:15-21:40 | 12:15–13:40 | Férfi 10 km sprint                         |
| Február 12. | 19:10-20:00 | 11:10–12:00 | Női 10 km üldözőverseny                    |
| Február 12. | 21:00-21:50 | 13:00–13:50 | Férfi 12,5 km üldözőverseny                |
| Február 15. | 17:15-19:15 | 9:15–11:15  | Női 15 km egyéni indításos                 |
| Február 15. | 20:20-22:20 | 12:20–14:20 | Férfi 20 km egyéni indításos               |
| Február 17. | 20:15-21:10 | 12:15-13:10 | Női 12,5 km tömegrajtos                    |
| Február 18. | 20:15-21:15 | 12:15-13:15 | Férfi 15 km tömegrajtos                    |
| Február 20. | 20:15-21:45 | 12:15-13:45 | Vegyes váltó (2 x 6 km / 2 x 7,5 km váltó) |
| Február 22. | 20:15-21:45 | 12:15-13:45 | Női 4 x 6 km váltó                         |
| Február 23. | 20:15-21:45 | 12:15-13:45 | Férfi 4 x 7,5 km váltó                     |

1. ↑  A női 15 km egyéni indításos versenyszámot eredetileg február 14-én rendezték volna, a kedvezőtlen időjárás miatt február 15-ére halasztották.

## Éremtáblázat
(A rendező nemzet csapata eltérő háttérszínnel, az egyes számoszlopok legmagasabb értéke, vagy értékei vastagítással kiemelve.)
| A 2018. évi téli olimpiai játékok éremtáblázata biatlonban | A 2018. évi téli olimpiai játékok éremtáblázata biatlonban | A 2018. évi téli olimpiai játékok éremtáblázata biatlonban | A 2018. évi téli olimpiai játékok éremtáblázata biatlonban | A 2018. évi téli olimpiai játékok éremtáblázata biatlonban | Olimpia  |
| ---------------------------------------------------------- | ---------------------------------------------------------- | ---------------------------------------------------------- | ---------------------------------------------------------- | ---------------------------------------------------------- | -------- |
|                                                            | Ország                                                     | Arany                                                      | Ezüst                                                      | Bronz                                                      | Összesen |
| 1.                                                         | Németország (GER)                                          | 3                                                          | 1                                                          | 3                                                          | 7        |
| 2.                                                         | Franciaország (FRA)                                        | 3                                                          | 0                                                          | 2                                                          | 5        |
| 3.                                                         | Svédország (SWE)                                           | 2                                                          | 2                                                          | 0                                                          | 4        |
| 4.                                                         | Norvégia (NOR)                                             | 1                                                          | 3                                                          | 2                                                          | 6        |
| 5.                                                         | Szlovákia (SVK)                                            | 1                                                          | 2                                                          | 0                                                          | 3        |
| 6.                                                         | Fehéroroszország (BLR)                                     | 1                                                          | 1                                                          | 0                                                          | 2        |
|                                                            |                                                            |                                                            |                                                            |                                                            |          |
| 7.                                                         | Csehország (CZE)                                           | 0                                                          | 1                                                          | 1                                                          | 2        |
| 8.                                                         | Szlovénia (SLO)                                            | 0                                                          | 1                                                          | 0                                                          | 1        |
|                                                            |                                                            |                                                            |                                                            |                                                            |          |
| 9.                                                         | Olaszország (ITA)                                          | 0                                                          | 0                                                          | 2                                                          | 2        |
| 10.                                                        | Ausztria (AUT)                                             | 0                                                          | 0                                                          | 1                                                          | 1        |
|                                                            |                                                            |                                                            |                                                            |                                                            |          |
| Összesen                                                   | Összesen                                                   | 11                                                         | 11                                                         | 11                                                         | 33       |

## Érmesek

### Férfi
| A 2018. évi téli olimpiai játékok érmesei férfi biatlonban |                                                                                            |           |                                                                                                |           |                                                                                |           |
| Versenyszám                                                | Arany                                                                                      | Arany     | Ezüst                                                                                          | Ezüst     | Bronz                                                                          | Bronz     |
| Egyéni indításos                                           | Johannes Thingnes Bø · Norvégia (NOR)                                                      | 48:03,8   | Jakov Fak · Szlovénia (SLO)                                                                    | 48:09,3   | Dominik Landertinger · Ausztria (AUT)                                          | 48:18,0   |
| Sprint                                                     | Arnd Peiffer · Németország (GER)                                                           | 23:38,8   | Michal Krčmář · Csehország (CZE)                                                               | 23:43,2   | Dominik Windisch · Olaszország (ITA)                                           | 23:46,5   |
| Üldözőverseny                                              | Martin Fourcade · Franciaország (FRA)                                                      | 32:51,7   | Sebastian Samuelsson · Svédország (SWE)                                                        | 33:03,7   | Benedikt Doll · Németország (GER)                                              | 33:06,8   |
| Tömegrajtos                                                | Martin Fourcade · Franciaország (FRA)                                                      | 35:47,3   | Simon Schempp · Németország (GER)                                                              | 35:47,3   | Emil Hegle Svendsen · Norvégia (NOR)                                           | 35:58,5   |
| Váltó                                                      | Svédország (SWE) · Peppe Femling · Jesper Nelin · Sebastian Samuelsson · Fredrik Lindström | 1:15:16,5 | Norvégia (NOR) · Lars Helge Birkeland · Tarjei Bø · Johannes Thingnes Bø · Emil Hegle Svendsen | 1:16:12,0 | Németország (GER) · Erik Lesser · Benedikt Doll · Arnd Peiffer · Simon Schempp | 1:17:23,6 |

### Női
| A 2018. évi téli olimpiai játékok érmesei női biatlonban | |           |                                                                                |           |                                                                                              |           |
| Versenyszám                                              | Arany                                                                                              | Arany     | Ezüst                                                                          | Ezüst     | Bronz                                                                                        | Bronz     |
| Egyéni indításos                                         | Hanna Öberg · Svédország (SWE)                                                                     | 41:07,2   | Anastasiya Kuzmina · Szlovákia (SVK)                                           | 41:31,9   | Laura Dahlmeier · Németország (GER)                                                          | 41:48,4   |
| Sprint                                                   | Laura Dahlmeier · Németország (GER)                                                                | 21:06,2   | Marte Olsbu · Norvégia (NOR)                                                   | 21:30,4   | Veronika Vítková · Csehország (CZE)                                                          | 21:32,0   |
| Üldözőverseny                                            | Laura Dahlmeier · Németország (GER)                                                                | 30:35,3   | Anastasiya Kuzmina · Szlovákia (SVK)                                           | 31:04,7   | Anaïs Bescond · Franciaország (FRA)                                                          | 31:04,9   |
| Tömegrajtos                                              | Anastasiya Kuzmina · Szlovákia (SVK)                                                               | 35:23,0   | Darja Domracsava · Fehéroroszország (BLR)                                      | 35:41,8   | Tiril Eckhoff · Norvégia (NOR)                                                               | 35:50,7   |
| Váltó                                                    | Fehéroroszország (BLR) · Nadzeja Szkardzina · Irina Krivko · Dzinara Alimbekava · Darja Domracsava | 1:12,03,4 | Svédország (SWE) · Linn Persson · Mona Brorsson · Anna Magnusson · Hanna Öberg | 1:12,14,1 | Franciaország (FRA) · Anaïs Chevalier · Marie Dorin Habert · Justine Braisaz · Anaïs Bescond | 1:12,21,0 |

### Vegyes
A vegyes váltóban két férfi és két női versenyző alkot egy csapatot. A női versenyzők 6–6, a férfi versenyzők 7,5–7,5 km-t tesznek meg.
| A 2018. évi téli olimpiai játékok érmesei vegyes biatlonban |                                                                                              |           |                                                                                           |           |                                                                                      |           |
| Versenyszám                                                 | Arany                                                                                        | Arany     | Ezüst                                                                                     | Ezüst     | Bronz                                                                                | Bronz     |
| Vegyes váltó                                                | Franciaország (FRA) · Marie Dorin Habert · Anaïs Bescond · Simon Desthieux · Martin Fourcade | 1:08:34,3 | Norvégia (NOR) · Marte Olsbu · Tiril Eckhoff · Johannes Thingnes Bø · Emil Hegle Svendsen | 1:08:55,2 | Olaszország (ITA) · Lisa Vittozzi · Dorothea Wierer · Lukas Hofer · Dominik Windisch | 1:09:01,2 |